# ورزشگاه آکادمی فوتبال ایروان
ورزشگاه مرکزی فنی-آکادمی فدراسیون فوتبال ارمنستان (ارمنی: ՀՖՖ Տեխնիկական-կենտրոն ակադեմիայի մարզադաշտ) ورزشگاه فوتبال در ناحیه آوان ایروان، ارمنستان و ورزشگاه خانگی پیونیک است.
این مکان با نام ورزشگاه آکادمی فوتبال ایروان نیز شناخته می‌شود
این ورزشگاه در ۲۹ آوریل ۲۰۱۳ میلادی افتتاح شده است و ظرفیت آن ۱٬۴۲۸ نفر است.

## نگارخانه

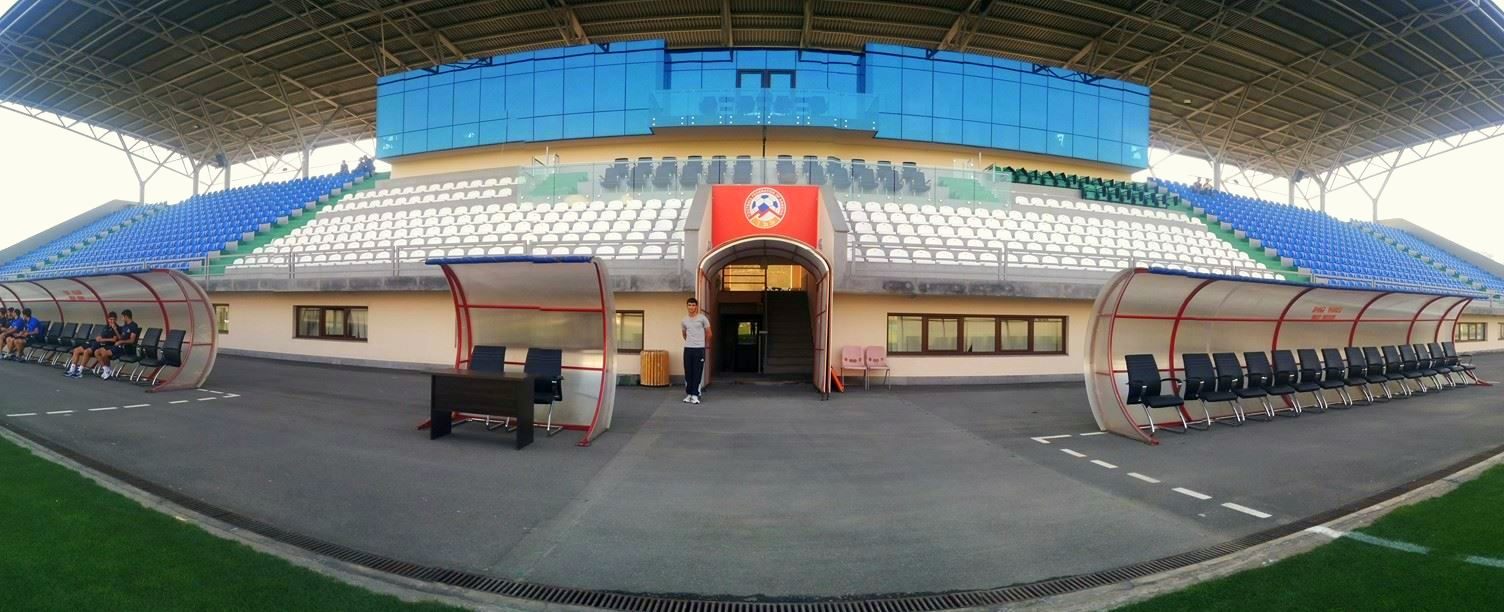
جایگاه اصلی
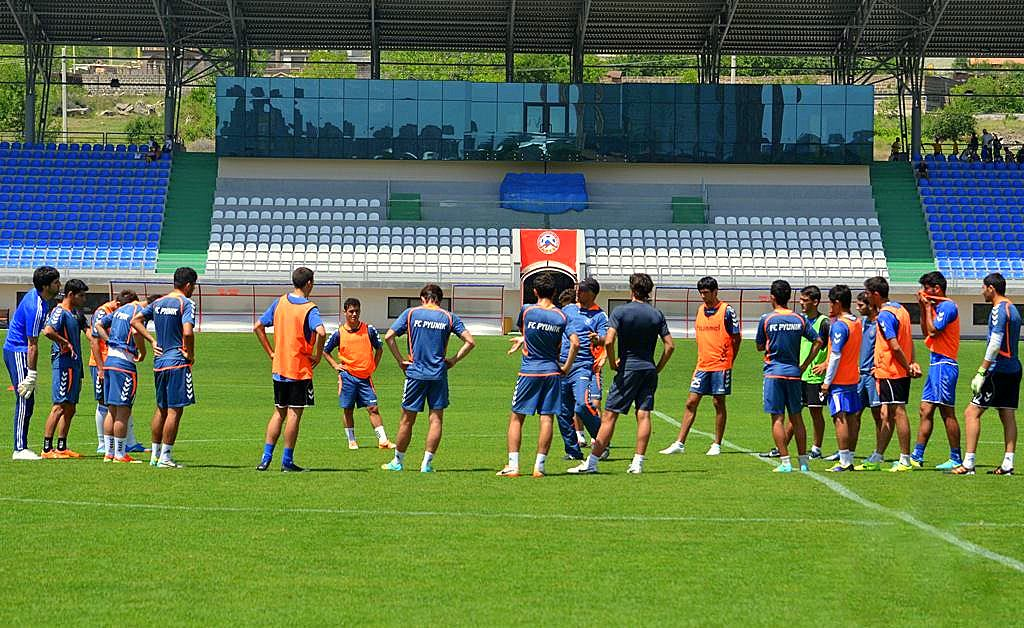
ورزشگاه